# Ботешть (Нямц)
Ботешть, Ботешті (рум. Botești) — село у повіті Нямц в Румунії. Адміністративний центр комуни Ботешть.
Село розташоване на відстані 295 км на північ від Бухареста, 31 км на північний схід від П'ятра-Нямца, 64 км на захід від Ясс.

## Населення
За даними перепису населення 2002 року у селі проживали 503 особи, з них 501 особа (99,6%) румунів. Усі жителі села рідною мовою назвали румунську.